# Castelnuovo Nigra
Castelnuovo Nigra is een gemeente in de Italiaanse provincie Turijn (regio Piëmont) en telt 424 inwoners (31-12-2004). De oppervlakte bedraagt 28,6 km², de bevolkingsdichtheid is 15 inwoners per km².

## Demografie
Castelnuovo Nigra telt ongeveer 241 huishoudens. Het aantal inwoners daalde in de periode 1991-2001 met 10,6% volgens cijfers uit de tienjaarlijkse volkstellingen van ISTAT.
| Jaar | Inwoneraantal |
| ---- | ------------- |
| 1991 | 492           |
| 2001 | 440           |

## Geografie
Castelnuovo Nigra grenst aan de volgende gemeenten: Traversella, Trausella, Frassinetto, Castellamonte, Rueglio, Cintano, Colleretto Castelnuovo, Lugnacco, Borgiallo, Vistrorio.